# Оптическое изображение

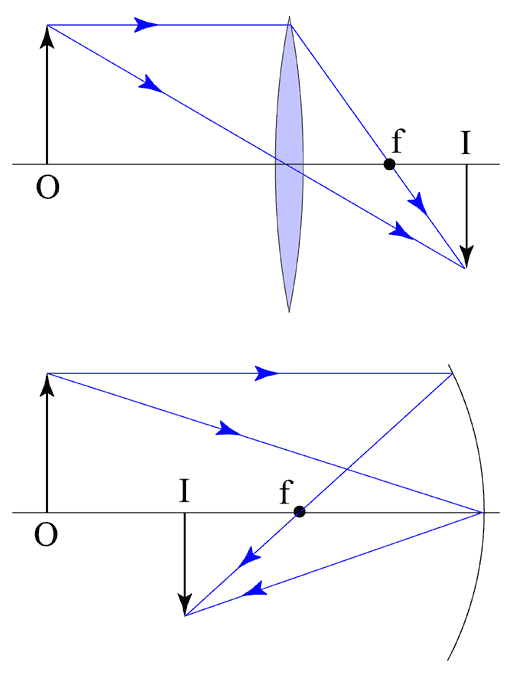
Построение действительных изображений в случае линзы (вверху) и вогнутого зеркала (внизу)

Опти́ческое изображе́ние — картина, получаемая в результате прохождения через оптическую систему световых лучей, отражённых от объекта, или излучённых им. Оптическое изображение воспроизводит контуры и детали этого объекта в виде распределения освещённости.
На практике часто меняют масштаб изображения предметов и проецируют его на какую-либо поверхность.

## Свойства
Соответствие объекту достигается, когда каждая его точка изображается точкой, хотя бы приблизительно. При этом различают два случая: действительное изображение и мнимое изображение.
- Действительное изображение любой точки создаётся сходящимися лучами в местах их пересечения. Такое изображение можно наблюдать на экране или зарегистрировать на фотоэмульсии, передающей телевизионной трубке или фотоматрице, расположив их в плоскости пересечения лучей[3].
Действительное изображение создаётся такими оптическими системами, как объектив (например, кинопроектора, тепловизора или фотоаппарата) или одна положительная линза. Действительные изображения создаются собирающими линзами и вогнутыми зеркалами.

- Мнимое изображение получается, когда лучи от какой-либо точки после прохождения оптической системы образуют расходящийся пучок. Если их продолжить в противоположную сторону, они пересекутся в одной точке. Совокупность таких точек образует мнимое изображение[3]. Такое изображение невозможно наблюдать на экране или зарегистрировать на светочувствительной поверхности, однако можно преобразовать в действительное с помощью другой оптической системы.
Мнимое изображение создаётся такими оптическими приборами, как бинокль, микроскоп, отрицательная или положительная линза (лупа), а также плоское зеркало.

Во всякой реальной оптической системе неизбежно присутствуют аберрации, в результате чего лучи (или их продолжения) не сходятся идеально в одной точке, и кроме того, максимально близко сходятся не совсем там, где нужно. Изображение получается несколько размытым и геометрически не полностью подобным предмету; возможны и другие дефекты.
Пучок лучей, который расходится из одной точки или сходится в ней, называется гомоцентрическим. Ему соответствует сферическая световая волна. Задача большинства оптических систем — преобразовывать расходящиеся гомоцентрические пучки в гомоцентрические же, тем самым создавая мнимое или действительное изображение, чаще всего, в другом масштабе по отношению к предмету.
Стигматическое изображение (от др.-греч. στίγμα — укол, рубец) — оптическое изображение, каждая точка которого соответствует одной точке изображаемого оптической системой объекта.
Стигматическое изображение не обязательно геометрически подобно изображаемому объекту, но если оно подобно, такое изображение называется идеальным. Это возможно лишь при условии, что в оптической системе отсутствуют или устранены все аберрации, и что возможно пренебречь волновыми свойствами света. Оптическую систему, которая создаёт идеальное изображение, называют идеальной оптической системой. Идеальными можно приближённо считать центрированные системы, в которых изображение получается с помощью монохроматических и параксиальных пучков света.
Хотя глазом человека действительные и мнимые изображения воспринимаются одинаково, при формировании действительного изображения пересечение лучей реальное, и эти реальные лучи могут подействовать, например, на фотоплёнку, вызвав в ней химические преобразования, или быть зафиксированы фотоэлементом.

Мнимое изображение натурального размера, создаваемое зеркалом
Уменьшенное мнимое изображение, даваемое рассеивающей линзой
Увеличенное мнимое изображение, даваемое собирающей линзой